# Ericus Gerhardus van de Stadt
Ericus (Ricus) Gerhardus van de Stadt (Zaandam, 4 februari 1910 – Heiloo, 7 september 1999) was een Nederlandse ontwerper van recreatievaartuigen, in het bijzonder zeilschepen. Hij was de grondlegger van de industriële jachtbouw in Nederland.

## Loopbaan
Ricus van de Stadt doorliep de HTS en startte in Zaandam een scheepswerf en tekenkamer voor kleine houten boten. In 1936 ging hij mee als reserve voor de Olympia-jol naar de Olympische Spelen van 1936.
In 1939 ontwierp Van de Stadt de Valk in opdracht van de firma Bruynzeel om de mogelijkheden van hun nieuwe product hechthout (een soort multiplex) te demonstreren. De Valk wordt een doorslaand succes. Als we de moderne polyester variant (de Polyvalk) meetellen, is deze boot heden waarschijnlijk de populairste open zeilboot op de Nederlandse wateren te noemen.
Later ontwierp Van de Stadt voor Cees Bruynzeel een zeewaardige raceversie van de Valk, de Zeevalk. In 1951 zou deze boot eerste worden in zijn klasse in de Fastnet race.
In 1958 volgde de Pionier, een 9 meter lange zeilboot van het toen nieuwe polyester. Het ontwerp werd een groot succes. De lichte boot wist tal van internationale wedstrijden te winnen. In 1965 bouwde hij de 83e Pionier voor solozeiler Herman Jansen (1924 - 2017) die daarmee van 1972 tot 1977 rond de wereld zeilde en in 2017 geschonken is aan hetr Scheepvaartmuseum te Amsterdam.
Enkele andere boten die Van de Stadt ontwierp zijn de Efsix, de Stern, de Spanker, de Trintella 1 en 1a, de Randmeer en de Wibo. Kenmerkend voor de ontwerpen van Van de Stadt zijn durf, eenvoud en goede zeileigenschappen.
Vanaf 1973 ging Van de Stadts bedrijf zich geheel concentreren op ontwerpen; de werf werd verkocht aan Dehler. De naam werd veranderd in "E.G. van de Stadt & Partners". Van de Stadt zou er tot 1978 blijven werken.
Het ontwerpbureau heet momenteel Van de Stadt Design en wordt geleid door Cees van Tongeren, die eind jaren zestig voor Ricus kwam werken.
In 2001 schreven Willem Akkerman, Theo van Harpen en Jan Briek een boek over van E.G. van de Stadt met als titel: Pionier en Jachtontwerper.